# Ligidium paulum
Ligidium paulum är en kräftdjursart som beskrevs av Nunomura1976. Ligidium paulum ingår i släktet Ligidium och familjen gisselgråsuggor. Inga underarter finns listade i Catalogue of Life.